# 可妥度肽
可妥度肽（INN：cotadutide）是一种治疗2型糖尿病的实验药物。它通过模仿人类激素胰高血糖素样肽1和胰高血糖素来降低血糖水平，这两种激素在血糖调节中发挥着作用。该药物是一种肽，可通过皮下注射给药。
截至2021年2月，可妥度肽正在进行II期临床试验。